# Římskokatolická farnost Lomnice nad Lužnicí
Římskokatolická farnost Lomnice nad Lužnicí je územním společenstvím římských katolíků v rámci jindřichohradeckého vikariátu českobudějovické diecéze.

## O farnosti

### Historie
Ves Lomnice je poprvé připomínána ve druhé půli 13. století a později byla povýšena na město. Již od 13. století zde existovala plebánie. V roce 1899 byla místní farnost povýšena na děkanství (tento titul se v názvu farnosti nepoužívá, byl-li by však do farnosti ustanoven farář, náležel by mu titul děkana).

### Současnost
Farnost je spravována ex currendo ze Ševětína.
| Kostel                     | Místo           | Bohoslužba             | Bohoslužba                                    | Poznámka        |
| -------------------------- | --------------- | ---------------------- | --------------------------------------------- | --------------- |
| Kaple sv. Jana Nepomuckého | Frahelž         | neslouží se pravidelně | neslouží se pravidelně                        | obecní kaple    |
| Kostel sv. Jana Křtitele   | Lomnice n. Luž. | neděle                 | 10.00 (střídavě Mše svatá a bohoslužba slova) | farní kostel    |
| Kostel sv. Václava         | Lomnice n. Luž. | neslouží se pravidelně | neslouží se pravidelně                        | filiální kostel |
| Kaple Ducha svatého        | Smržov          | neslouží se pravidelně | neslouží se pravidelně                        | obecní kaple    |
| Kaple Panny Marie Sněžné   | Záblatí         | neslouží se pravidelně | neslouží se pravidelně                        | obecní kaple    |